# Angarotipula indica
Angarotipula indica är en tvåvingeart som först beskrevs av Edwards 1926.  Angarotipula indica ingår i släktet Angarotipula och familjen storharkrankar. Inga underarter finns listade i Catalogue of Life.